# Société des Transports Intercommunaux de Charleroi
De Société des Transports Intercommunaux de Charleroi (STIC), was een vervoerbedrijf dat stads- en streekvervoer exploiteerde in de gemeente Charleroi.

## Geschiedenis

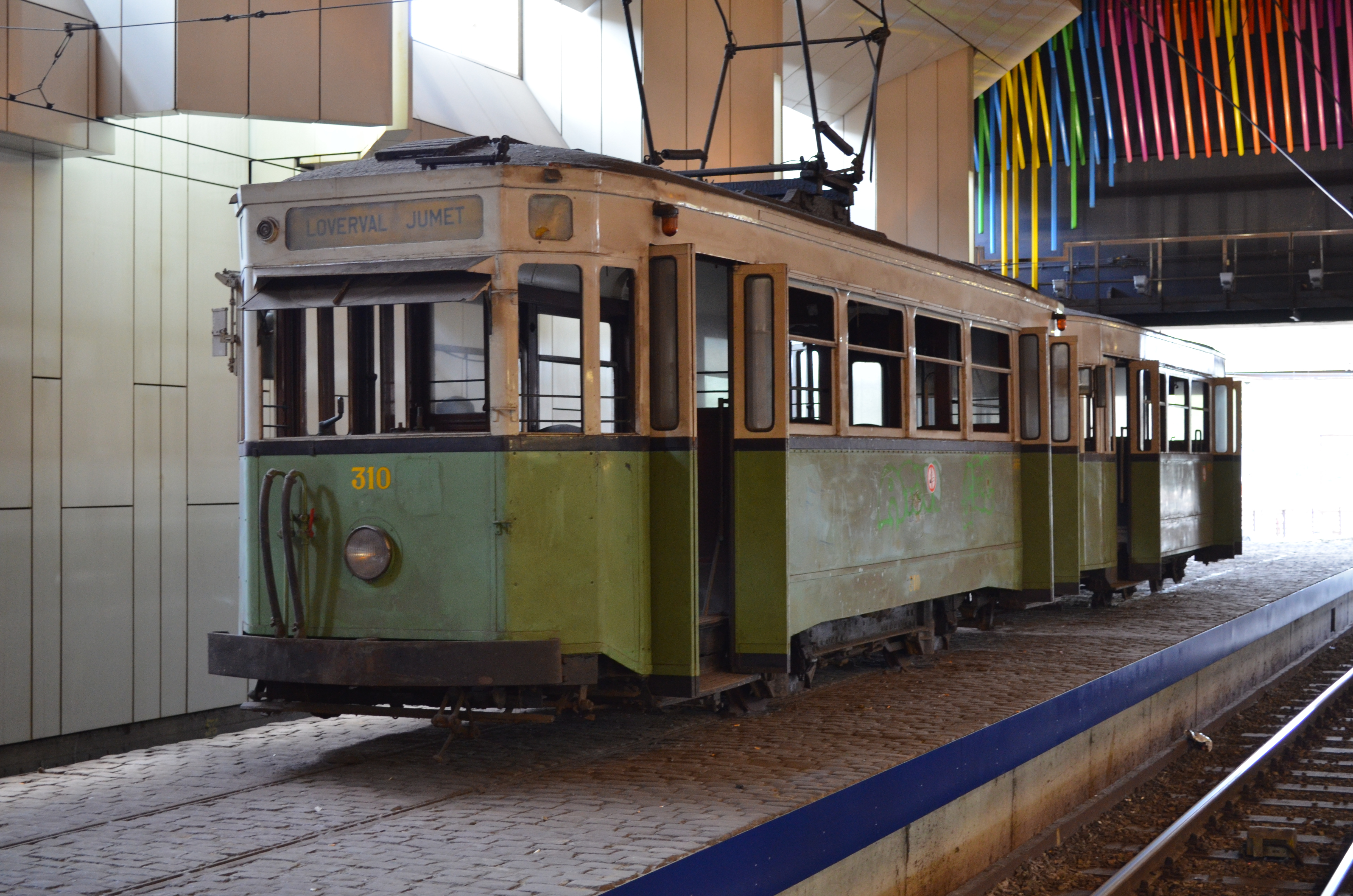
Tram van de STIC tentoongesteld in station Palais.

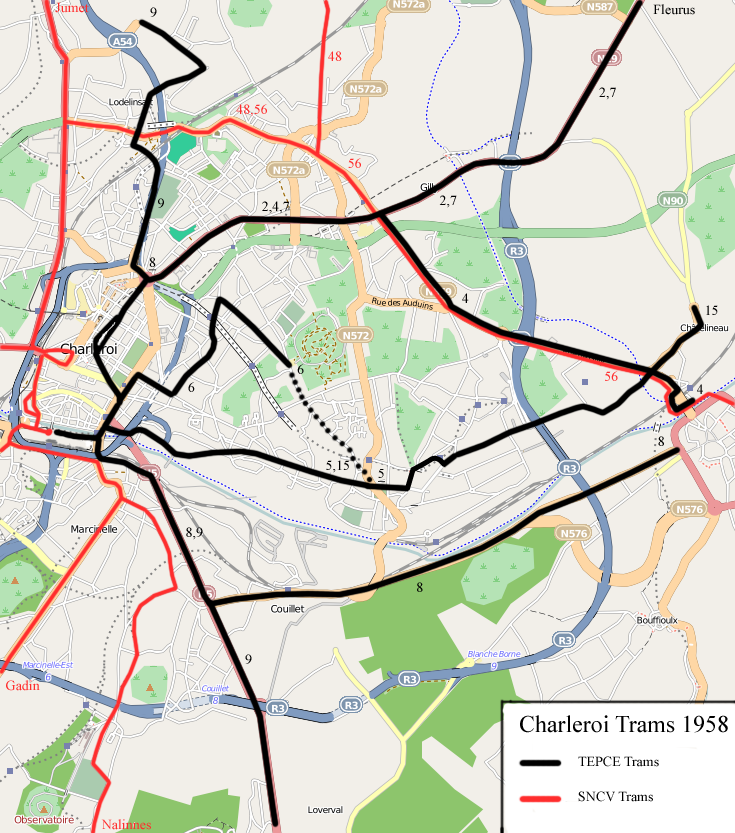
Tramnet TEPCE van eind jaren vijftig (zwarte lijnen).

De STIC werd in 1962 opgericht en exploiteerde vanaf 1 januari 1962 tot en met 1991 zijn diensten in de regio Charleroi. Hiermee namen ze de concessie over van TEPCE en erfde een trambedrijf en een busbedrijf.
Toen het bedrijf net was opgericht werden in heel België de meeste tramlijnen opgedoekt, maar de tramlijnen van STIC werden aanvankelijk grotendeels behouden. Tussen 1972 en 1974 werden de tramlijnen opgedoekt en verviel het trambedrijf van STIC voorgoed.
In 1991 fuseerde het bedrijf met STIV, STIL en het Waalse deel van NMVB tot TEC, ook wel bekend als SRWT. Sindsdien verdween langzaamaan het bedrijf uit het straatbeeld en bestaan er in België nog maar drie nationale vervoersbedrijven, met uitzondering van de pachters.
Hoewel er geen trams van de STIC meer reden, was het bedrijf wel betrokken in de opbouw van de Métro Léger de Charleroi en was het de bedoeling weer met eigen trams te gaan rijden. Uiteindelijk ging dat toch niet door.

## Exploitatie
De STIC exploiteerde verschillende bus- en tramlijnen in de gemeente Charleroi. Dit gebeurde veelal met het oude materiaal van voorgaande vervoerders en met enig nieuw materieel. Naast eigen exploitatie verpachtte STIC ook enkele buslijnen aan een aantal pachters.

### Lijnennet (1962)
Tramlijnen:
- 2: Charleroi Sud - Taillis Prés

- 4: Charleroi Sud - Châtelineau
- 5: Charleroi Sud - Montignies-sur-Sambre
- 7: Charleroi Sud - Fleurus
- 8: Charleroi Gare du Nord (ter hoogte van het huidige metrostation Waterloo) - Couillet Bifurcation
- 9: Jumet - Charleroi Gare du Nord - Loverval / Châtelet
- 15: Charleroi Sud - Châtelineau Place Wilson

Buslijnen:
- 6: Charleroi Sud - Neuville - Trieu Kaisin
- SA: Charleroi Sud - Dampremy - Alouette
- GN: Gilly (rue Nutons) - Gilly (4 Bras)
- GM: Gilly (Cimetière) - Montignies-sur-Sambre - Couillet
- CA: Charleroi - Couillet - Joncret - Acoz
- CBL: Couillet - Loverval / Bouffioulx - Châtelet

## Materieel
Trams
- Motorwagens:
  - 18 tweeassige motorwagens met open balkons (genummerd 200-217), gebouwd in 1904 door Nivelles, met 18 stoelen. Later met gesloten balkons.
  - 6 tweeassige motorwagens (218-223), gebouwd in 1911 door Nivelles, met 18 stoelen,
  - 14 tweeassige motorwagens (229-242), gebouwd in 1918 door Franco-Belge met 18 stoelen,
  - 3 tweeassige motorwagens (250-251), gebouwd in 1919 door Franco-Belge voor de tram van Tasjkent maar nooit afgenomen, daarna naar de NMVB, met 24 stoelen, in 1930 naar de TEPCE gekomen en in 1955 terug naar NMVB.
  - 12 tweeassige, geheel metalen motorwagens (300-311), gebouwd in 1930 door Nivelles, met 22 stoelen.
  - 25 tweeassige, geheel metalen motorwagens (401-425), gebouwd in 1943-4 door SELVOP te Oostende, met 24 stoelen (91 plaatsen).
- Aanhangwagens:
  - 12 tweeassige aanhangers (1-12, type Gilly), gebouwd in 1904 door Nivelles, met 18 stoelen, oorspronkelijk met open balkons. In 1951-1952 gemoderniseerd
  - 12 tweeassige aanhangers (13-24), gebouwd in 1909 door Franco-Belge, met 22 stoelen.
  - 8 tweeassige aanhangers (37-44, type Couillet), gebouwd in 1915 door Baume & Marpent, met 16 stoelen, in de jaren '50 volledig herbouwd om op motorwagens serie 400 te lijken.

## Erfgoed

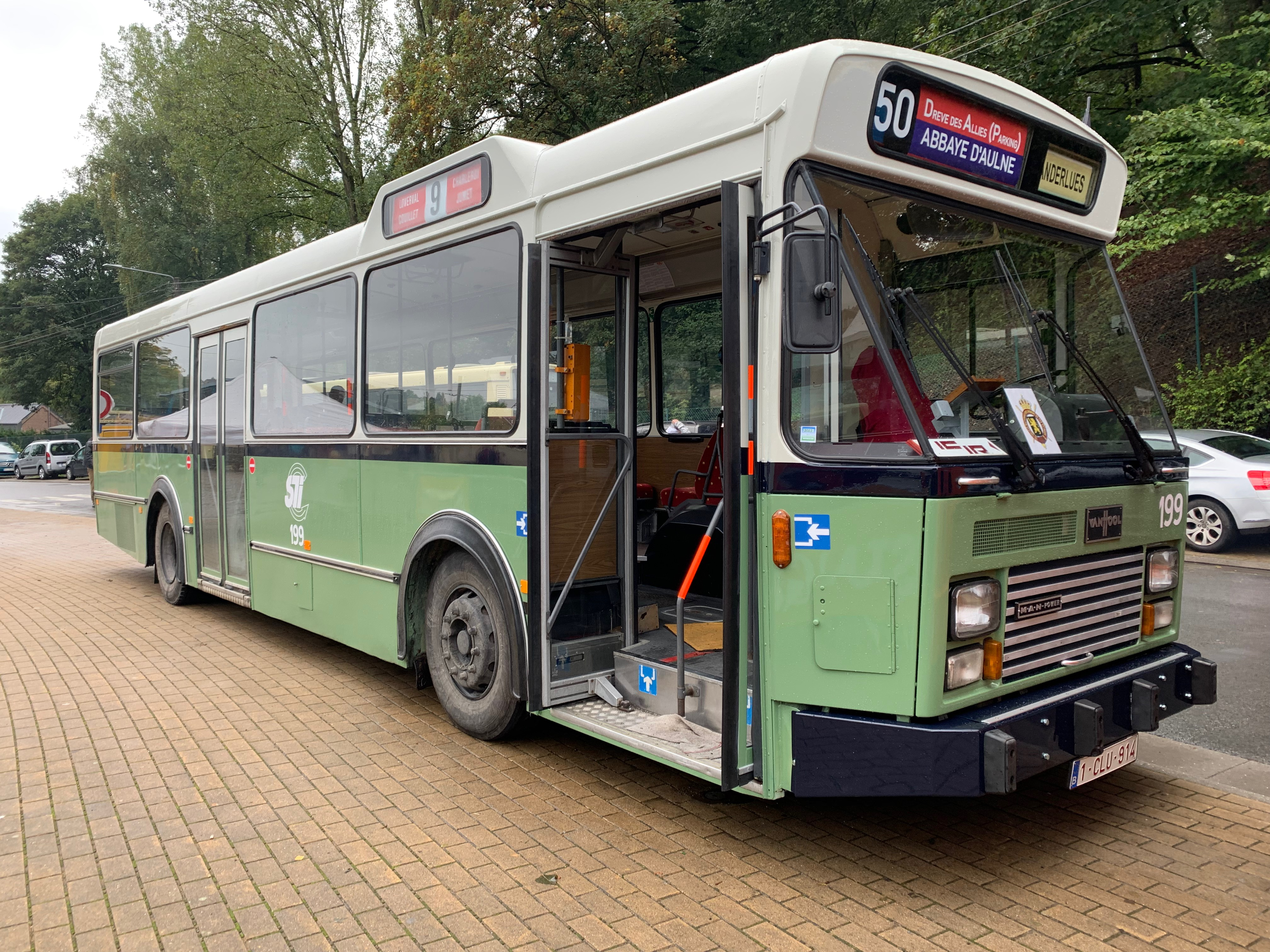
Bus 199

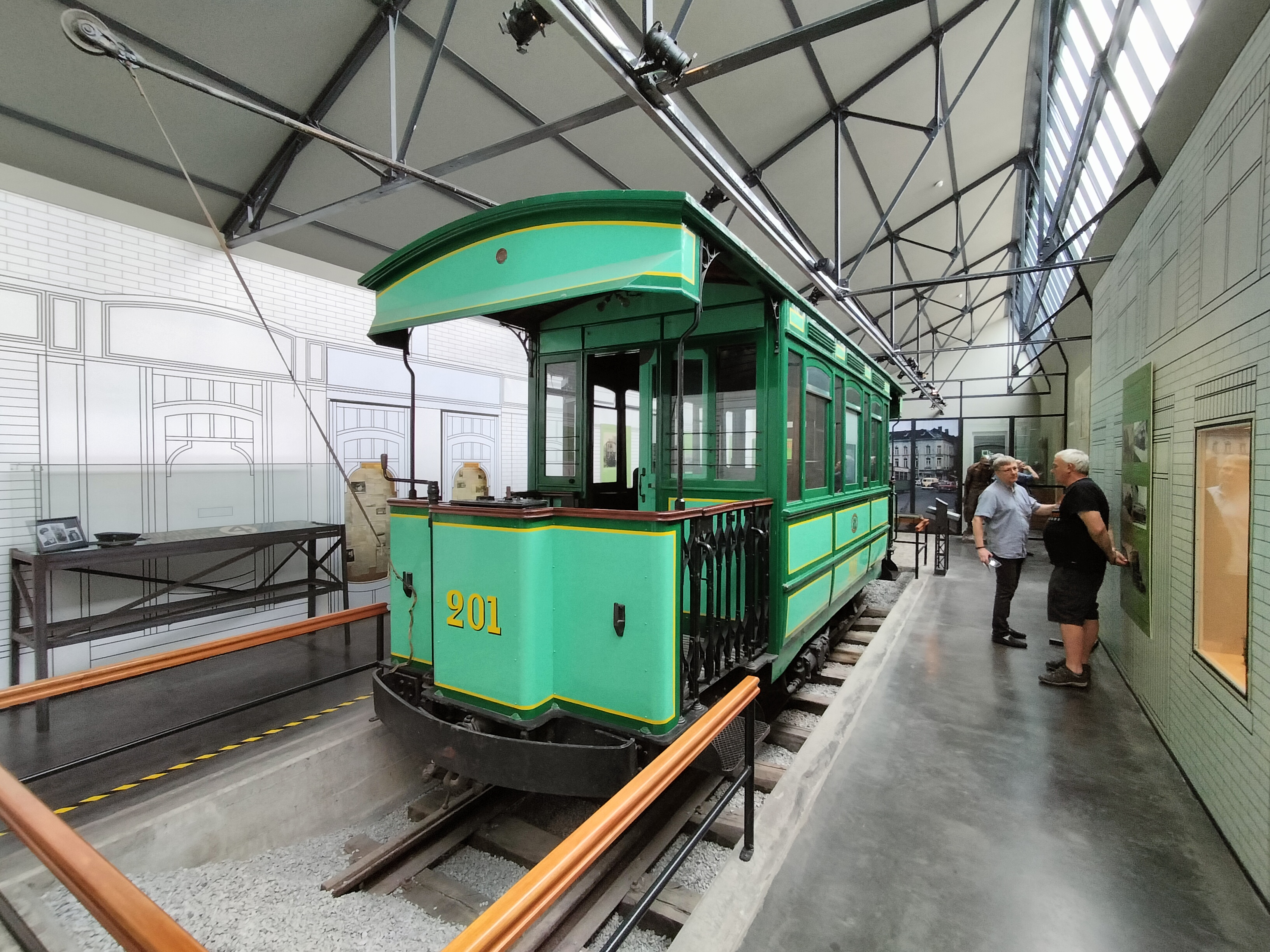
TEPCE 201 in het Musée d'Industrie (Bois du Cazier)

Enkele trams en bussen van de STIC zijn bewaard gebleven.
- Bus "199" is bewaard gebleven in het museum "Patrimoine Bus & Car" in Casteau.[2]
- Tram "201" staat opgesteld in het industriemuseum in Bois du Cazier.
- Trams "301" en aanhangwagen "12" zijn 40 jaar tentoongesteld geweest in metrostation Palais; in 2025 is de ATVC begonnen met een renovatie.
- Tramaanhangwagen 44 is in 2025 door de ATVC verworven voor renovatie.

### ATVC
In 2024 is de stichting Association Trams Verts de Charleroi (ATVC) opgericht, die als doel heeft het rijdend trammaterieel van de STIC te bewaren.
In januari 2025 hebben zij tramaanhangwagen "44" naar België gehaald. Deze is in 1915 door Baume & Marpent gebouwd als tweeasser met open balkons als "type Couillet". Tussen 1948 en 1955 zijn deze wagens van een geheel nieuwe carosserie voorzien, gelijkend op dat van de motorwagens type "400". Na de opheffing van het tramnet in 1973 zijn deze wagen en de "40" aangeschaft door de APPEVA ((fr) P'tit train de la Haute Somme), maar geruild voor andere wagens met de turfafgraverij Tourbières de Baupte, waar ze op het metersporige netwerk van uiteindelijk 26 km gebruikt werden. De "40" werd daar midden jaren '80 gesloopt, de 44 bleef in gebruik voor excursieritten. In 2024 werd de vervening stilgelegd, en de 44 is aan de voor dat doel opgerichte ATVC gekocht en 31 januari 2025 naar België getransporteerd.
Op 30 juli 2024 zijn motorwagen "301" en aanhanger 12, die al 40 jaar op een sokkel staan in station Palais van de Métro Léger de Charleroi, per spoor vervoerd naar de werkplaats Jumet, om daar gerenoveerd te worden door de ATVC.